# Сьюэлл, Дин
Дин Сью́элл (англ. Dean Sewell; род. 13 апреля 1972, Кингстон) — ямайский футболист, игравший на позиции полузащитника. Участник чемпионата мира 1998 года в составе национальной сборной Ямайки.

## Клубная карьера
Футбольную карьеру начал в США, где параллельно с обучением выступал за футбольную команду Нью-Гэмпширского университета. В этой команде выступал в полузащите, отличился 40 голами в 53 матчах. В 1997 году вернулся в Ямайку, где выступал за команду «Констант Спринг» из одноимённого города. На родине выступал в течение двух лет и в 1999 году вернулся в США, где выступал за «Чарлстон Бэттери» в Первом дивизионе USL. В 2001 году перешёл в «Коннектикут Вулвз», в составе которого также выступал в Первом дивизионе USL. В 2002 году играл в D-3 Pro League, а по завершении сезона завершил карьеру футболиста.

## Карьера в сборной
4 июля 1993 года Сьюэлл дебютировал в составе национальной сборной Ямайки в товарищеском матче против Коста-Рики (1:1). В том же году принял участие во всех пяти матчах Золотого кубка КОНКАКАФ 1993, на котором ямайцы завоевали бронзовые медали. В 1998 году главный тренер сборной Рене Симойнс вызвал Дина на чемпионат мира во Франции. На этом турнире Сьюэлл был резервистом и не сыграл ни одного матча. Последний раз футболку «Рэгги Бойз» надел 27 августа 2000 года в матче против Каймановых островов (6:0). В составе ямайской сборной сыграл 44 матча и отметился пятью голами.

### Голи за сборную
| №  | Дата            | Стадион                                                          | Соперник           | Счёт | Результат | Змагання                    |
| -- | --------------- | ---------------------------------------------------------------- | ------------------ | ---- | --------- | --------------------------- |
| 1. | 27 февраля 1997 | Индепенденс Парк, Кингстон, Ямайка                               | Бермудские Острова | 3:1  | 3:2       | Отбор Карибского кубка 1997 |
| 2. | 4 мая 1997      | Тринидад Стэдиум, Ораньестад, Аруба                              | Аруба              | ?:0  | 6:0       | Отбор Карибского кубка 1997 |
| 3. | 31 августа 1997 | Индепенденс Парк, Кингстон, Ямайка                               | Тринидад и Тобаго  | 1:0  | 6:1       | Товарищеский                |
| 4. | 26 октября 1997 | Антигуа Рекрейшн Граунд, Сент-Джонс, Антигуа и Барбуда           | Антигуа и Барбуда  | 3:0  | 3:0       | Товарищеский                |
| 5. | 31 июля 1998    | Стадион имени Хейсли Кроуфорда, Порт-оф-Спейн, Тринидад и Тобаго | Тринидад и Тобаго  | 2:0  | 2:1       | Карибский кубок 1998        |

## Достижения
- Победитель Карибского кубка: 1998